# Sertula coerulea
Sertula coerulea là một loài thực vật có hoa trong họ Đậu. Loài này được (Desr.) Kuntze miêu tả khoa học đầu tiên năm 1891.